# 圣阿鲁梅
圣阿鲁梅（法語：Saint-Arroumex）是法国奧克西塔尼大區塔恩-加龙省的一个市镇，属于卡斯泰尔萨拉桑区。

## 地理
圣阿鲁梅（43°59'33"N, 0°59'49"E）面积9.63 平方千米，位于法国奧克西塔尼大區塔恩-加龙省，该省份为法国西南部内陆省份，北起顺时针与洛特省、阿韦龙省、塔恩省、上加龙省、热尔省和洛特-加龙省接壤。
与圣阿鲁梅接壤的市镇（或旧市镇、城区）包括：昂日维尔、阿斯克、科蒙、库蒂尔、法若勒、让萨克、拉维。

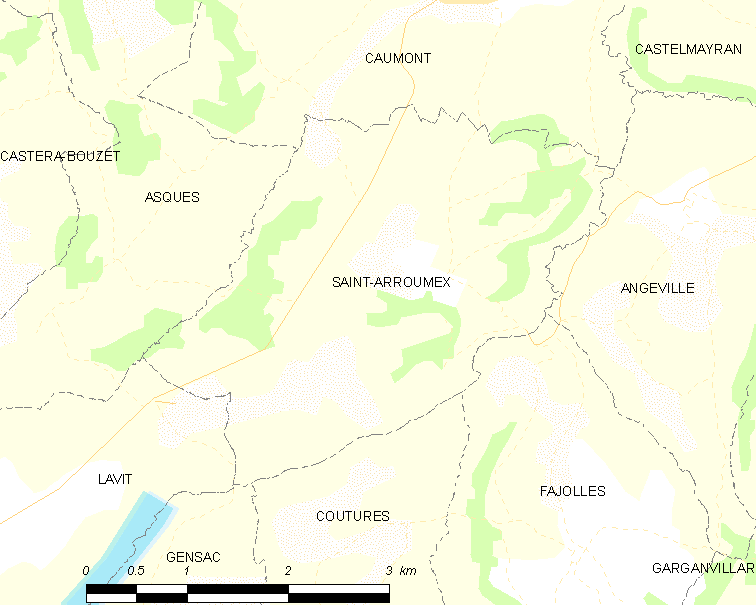
圣阿鲁梅的OSM定位图

圣阿鲁梅的时区为UTC+01:00、UTC+02:00（夏令时）。

## 行政
圣阿鲁梅的邮政编码为82210，INSEE市镇编码为82156。

## 政治
圣阿鲁梅所属的省级选区为博蒙德洛马涅县。

## 人口

1962-2008年间圣阿鲁梅人口变化图示

圣阿鲁梅于2022年1月1日时的人口数量为145人。